# Joanne Kyger
Joanne Kyger (19. listopadu 1934 – 22. března 2017) byla americká básnířka.

## Život
Narodila se ve Valleju v San Francisco Bay Area. V dětství krátce žila v Číně, ale většinu mládí strávila v Kalifornii.
V roce 1958 se seznámila s básníkem Garym Snyderem, za kterého se roku 1960 v Japonsku, kde následně několik let žili, provdala. Rovněž cestovali po Indii, Vietnamu a dalších zemích. Její zápisky z cest vyšly v roce 1981 v knize The Japan and India Journals 1960–1964. V roce 1964 se manželství rozpadlo, a zatímco Snyder zůstal v Japonsku, jeho manželka se vrátila do USA.
Svou první sbírku básní, kterou ilustroval její druhý manžel Jack Boyce, vydala v roce 1965 pod názvem The Tapestry and the Web. Nadále cestovala (mj. i v Evropě) a v roce 1969 se natrvalo usadila v pobřežním městečku Bolinas nedaleko svého rodiště, kde zůstala po zbytek života. Potřetí se vdala v roce 2013 za svého dlouholetého partnera Donalda Guraviche. Od sedmdesátých let do roku 2001 občasně vyučovala na New College of California. Byla dlouholetou redaktorkou novin Bolinas Hearsay News. Vydala více než tři desítky knih, kromě básnických sbírek také knihy rozhovorů a cestopisné zápisky.